# Рубен Торібіо Діас
Рубен Торібіо Діас (ісп. Rubén Toribio Díaz, нар. 17 квітня 1952, Ліма) — перуанський футболіст, що грав на позиції захисника.
Виступав, зокрема, за клуби «Універсітаріо де Депортес» та «Спортінг Крістал», а також національну збірну Перу.

## Клубна кар'єра
У дорослому футболі дебютував 1970 року виступами за команду клубу «Дефенсор Арика», в якій провів один сезон. 
Протягом 1972—1973 років захищав кольори команди клубу «Депортіво Мунісіпаль».
Своєю грою за останню команду привернув увагу представників тренерського штабу клубу «Універсітаріо де Депортес», до складу якого приєднався 1974 року. Відіграв за команду з Ліми наступні три сезони своєї ігрової кар'єри.
1978 року уклав контракт з клубом «Спортінг Крістал», у складі якого провів наступні дев'ять років своєї кар'єри гравця. 
Завершив професійну ігрову кар'єру у клубі «Депортіво Мунісіпаль», у складі якого вже виступав раніше. Прийшов до команди 1988 року, захищав її кольори до припинення виступів на професійному рівні у 1989.

## Виступи за збірну
1972 року дебютував в офіційних матчах у складі національної збірної Перу.
У складі збірної був учасником розіграшу Кубка Америки 1975 року, зокрема виходив на поле у всіх трьох матчах, що складали фінал змагання, в яких перуанці здолали збірну Колумбії, здобувши таким чином другий у своїй історії титул континентального чемпіона.
Був учасником чемпіонату світу 1978 року в Аргентині, де взяв участь у чотирьох іграх — усіх трьох матчах першого групового етапу, на якому південноамериканці зокрема здолали збірні Шотландії (3:1) та Ірану (4:1), а також у програному 0:3 бразильцям першому матчі другого групового етапу. На тому мундіалі перуанці завершили боротьбу саме на другому груповому етапі, програвши на ньому всі свої ігри. 
За чотири роки, у 1982, виступав на тогорічному чемпіонаті світі, що проходив в Іспанії. Взяв участь у всіх трьох матчах своєї збірної на турнірі, був її капітаном. У своїй групі Перу почало з нічиїх проти збірних Камеруну і Італії, причому у грі проти європейської команди, що завершилася з рахунком 1:1, перуанці здобули результат завдяки голу, забитому саме Діасом. Проте надії південноамериканців на вихід до другого групового етапу перекреслив результат другої матчу Діаса на турнірі — розгромна поразка в останній грі від збірної Польщі (1:5).
Також був учасником розіграшу Кубка Америки 1979 року і розіграшу Кубка Америки 1983 року, на обох з яких перуанці здобували бронзові нагороди.
Загалом протягом кар'єри у національній команді, яка тривала 14 років, провів у формі головної команди країни 89 матчів, забивши 2 голи.

## Титули і досягнення
- Переможець Кубка Америки: 1975